# Anisodes rubrannulata
Anisodes rubrannulata là một loài bướm đêm trong họ Geometridae.